# La jubilada
La Jubilada  es una película chilena dirigida por Jairo Boisier y protagonizada por los actores Paola Lattus, Catalina Saavedra y José Soza.

## Sinopsis
“Fabiola Neira” (Paola Lattus) regresa a su tierra natal, la provinciana ciudad de Los Andes, para recuperar el afecto de su familia, luego de 7 años de estar alejado. Para ella lo más importante es poder lograr que su padre, “Rogelio”, (José Soza) un exminero, pueda de nuevo mirarla a los ojos sin vergüenza o desdén. Tampoco es fácil su reencuentro con su hermana “Georgina” (Catalina Saavedra), quien tras la muerte de su madre se ha hecho cargo de cuidar al padre y de los quehaceres de la casa.
En este devenir Fabiola se involucra en una pura y desinteresada amistad con “El Tarántula”, (Hernando Lattus) un adolescente que fascinado con su pasado de porno star, acaba enamorándose de ella. Sin embargo, esta relación terminará costándole muy caro a Fabiola.

## Elenco
- Paola Lattus - Fabiola
- José Soza - Rogelio
- Catalina Saavedra - Georgina
- Hernando Lattus – El Tarántula
- Daniel Antivilo – Moisés
- Franco Valdés - Julio